# Певзнер, Борис Ильич
Бори́с Ильи́ч Пе́взнер (27 апреля (10 мая) 1910, Могилёв, Могилёвская губерния, Российская империя — 9 сентября 1980, Свердловск, РСФСР, СССР) — советский пианист, музыковед, профессор (1969), Заслуженный деятель искусств РСФСР (1968).

## Биография
Родился в 1910 году в Могилёве в семье служащего.
В 1932 году окончил Ленинградскую консерваторию (класс И. Рензина), там же — радиоотделение; параллельно с учёбой в 1928—1932 годах работал заместителем заведующего отделом массовой работы Дома коммунистического воспитания молодёжи.
В 1932—1937 годах — руководитель музыкального вещания (музыкальный редактор) Свердловского областного радиокомитета, в 1937—1941 годах — пианист и лектор Свердловской филармонии, параллельно с 1939 года преподавал в Уральской государственной консерватории (с 1958 года — заведующий кафедрой камерной музыки), а с 1965 — её проректор по научной и учебной работе, с 1973 года — профессор-консультант. Один из организаторов симфонического оркестра Свердловской филармонии.
В 1942—1945 годах был участником Великой Отечественной войны. Награждён медалью «За победу над Германией в Великой Отечественной войне 1941—1945 гг.».
В 1956 года был членом правления, а с 1962 года заместителем председателя Уральского отделения Союза композиторов РСФСР.
Умер 9 сентября 1980 года в Свердловске, похоронен на Широкореченском кладбище.
В 2010 году в Уральской консерватории прошёл фестиваль, посвящённый 100-летию Бориса Ильича.
Сочинения:
- Оперное творчество В. Трамбицкого // О музыке и музыкантах Урала // Научно-методические записки УГК. Вып. 3. — Свердловск, 1959;
- Музыку понимать может каждый. — Свердловск, 1960;
- В. Трамбицкий, Б. Гибалин, Н. Пузей // Композиторы Урала. Сб. очерков. — Свердловск, 1968.